# Associazione Calcio Femminile Dilettantistica Venezia 1984 2008-2009
Questa voce raccoglie le informazioni riguardanti l'Associazione Calcio Femminile Dilettantistica Venezia 1984 nelle competizioni ufficiali della stagione 2008-2009.

## Stagione
Dopo aver conquistato la promozione al termine del campionato di Serie A2 2007-2008, durante l'estate 2008 la dirigenza ratifica l'iscrizione al campionato di Serie A 2008-2009, affidando la guida tecnica della squadra ad Alessandro De Bortoli in luogo di Marino Ranzolin e rinforzando la squadra in tutti i suoi reparti durante la sessione estiva di calciomercato. Dopo la sedicesima giornata De Bortoli viene esonerato e al suo posto viene richiamato Ranzolin che resterà sulla panchina del Venezia 1984 fino al termine del campionato.
La stagione si inaugura il 7 settembre, con il primo incontro del girone F di Coppa Italia 2008-2009, girone composto da squadre friulane, Chiasiellis e Graphistudio Tavagnacco, entrambe in Serie A, e venete, Gordige e Fortitudo Mozzecane, entrambe neopromosse in Serie A2. Il Venezia 1984 non riesce a superare la prima fase di qualificazione, perdendo tutte le partite, tra cui quella con il F. Mozzecane a tavolino 3-0, tranne quella casalinga del 10 gennaio 2009 con il Gordige di Cavarzere (9-1), classificandosi solo al quarto posto nella prima fase eliminatoria.
Nel campionato di Serie A il club veneto terminò al nono posto con 17 punti, frutto di quattro vittorie, cinque pareggi e tredici sconfitte, a un punto dal Chasiellis e agli stessi punti dell'Atalanta che però supera per la classifica avulsa avendo vinto entrambi gli incontri con le nerazzurre, e 3 più dell'inseguitrice Riozzese, posizione che consente alla squadra di guadagnarsi la salvezza e l'iscrizione alla Serie A anche per la stagione successiva.

## Divise e sponsor
Lo sponsor principale per la stagione entrante fu Casinò di Venezia.
|  | 1ª divisa |  | 2ª divisa |

## Organigramma societario
Tratto dal sito Football.it.
Area amministrativa
- Presidente: Franco Saramin
- Vicepresidente: Pietro Guerrato
- Segretario Generale: Stefano Girardi
- Amministrativo: Serena Saramin
- Addetto Stampa: Maurizio Toso
- Responsabile settore giovanile: Adriano Condotta

Area tecnica
- Allenatore: Alessandro De Bortoli (fino al 18 marzo 2009)
- Allenatore: Marino Ranzolin (dal 19 marzo 2009)
- Allenatore in seconda: Marco Ravagnan
- Allenatore portieri: Giancarlo Nascimben
- Massaggiatore: Vincenzo Chiaramida

## Rosa
Rosa e ruoli tratti dal sito Football.it.
| N. |                   | Ruolo | Calciatrice          |
| -- | ----------------- | ----- | -------------------- |
|    | Italia (bandiera) | P     | Giorgia Braiato      |
|    | Egitto (bandiera) | P     | Sherin Mohamed       |
|    | Italia (bandiera) | P     | Sara Penzo           |
|    | Italia (bandiera) | D     | Valeria Castagna     |
|    | Italia (bandiera) | D     | Lara Laterza         |
|    | Italia (bandiera) | D     | Marta Malvestio      |
|    | Italia (bandiera) | D     | Giulia Piantari      |
|    | Italia (bandiera) | D     | Daniela Turra        |
|    | Italia (bandiera) | D     | Elisa Zugno          |
|    | Italia (bandiera) | C     | Giuseppina Beneventi |
|    | Italia (bandiera) | C     | Lodovica Bortot      |
|    | Italia (bandiera) | C     | Chiara Carpino       |
|    | Italia (bandiera) | C     | Silvia Casarin       |

| N. |                   | Ruolo | Calciatrice         |
| -- | ----------------- | ----- | ------------------- |
|    | Italia (bandiera) | C     | Francesca Cian      |
|    | Italia (bandiera) | C     | Valeria Lippolis    |
|    | Italia (bandiera) | C     | Giulia Lotto        |
|    | Italia (bandiera) | C     | Giorgia Mandruzzato |
|    | Italia (bandiera) | C     | Elena Ranzolin      |
|    | Italia (bandiera) | C     | Irene Tombola       |
|    | Italia (bandiera) | C     | Eleonora Viezzer    |
|    | Italia (bandiera) | A     | Sara Capovilla      |
|    | Italia (bandiera) | A     | Rossella Cavallini  |
|    | Italia (bandiera) | A     | Federica Chinello   |
|    | Italia (bandiera) | A     | Marta Mason         |
|    | Italia (bandiera) | A     | Cristina Pasqualato |

## Calciomercato

### Sessione estiva
| Acquisti | Acquisti             | Acquisti         | Acquisti      |
| R.       | Nome                 | da               | Modalità      |
| -------- | -------------------- | ---------------- | ------------- |
| P        | Sherin Mohamed       | ???              | definitivo    |
| P        | Sara Penzo           | Gordige          | definitivo    |
| D        | Daniela Turra        | Tavagnacco       | definitivo    |
| C        | Giuseppina Beneventi | Barcon           | definitivo    |
| C        | Lodovica Bortot      | Vicenza          | fine prestito |
| C        | Chiara Carpino       | Riozzese         | definitivo    |
| C        | Giulia Lotto         | Valbruna Vicenza | definitivo    |
| A        | Marta Mason          | Barcon           | definitivo    |

| Cessioni | Cessioni        | Cessioni   | Cessioni   |
| R.       | Nome            | a          | Modalità   |
| -------- | --------------- | ---------- | ---------- |
| D        | Michela Rodella | Tavagnacco | definitivo |

### Sessione invernale
|  |

| Cessioni | Cessioni            | Cessioni    | Cessioni   |
| R.       | Nome                | a           | Modalità   |
| -------- | ------------------- | ----------- | ---------- |
| P        | Giorgia Braiato     | Mestre 1999 | definitivo |
| C        | Giorgia Mandruzzato | Mestre 1999 | definitivo |

## Risultati

### Serie A

#### Girone di andata
| Arbitro: | Marco Nonis (Pordenone) |

|                         |           |                 |
| Turra 16’ Cavallini 42’ | Marcatori | 15’, 17’ Sodini |

| Arbitro: | Nicola Zuliani (Biella) |

|  |           |                    |
|  | Marcatori | 34’, 61’ Cavallini |

| Arbitro: | Andrea Milan (Padova) |

|  |           |                                       |
|  | Marcatori | 1’ Sedonati 69’ Brumana 88’ Camporese |

| Arbitro: | Giovanni Sorrentino (Mantova) |

|                                           |           |               |
| Sabatino 19’ Vicchiarello 23’, 65’ (rig.) | Marcatori | 50’ Capovilla |

| Arbitro: | Lorenzo Gallas (Udine) |

|               |           |                       |
| Cavallini 63’ | Marcatori | 18’ Ricco 49’ Balconi |

| Arbitro: | Giovanni Baccini (Caserta) |

|           |           |               |
| Lavia 76’ | Marcatori | 72’ Cavallini |

| Arbitro: | Andrea Zuliani (Vicenza) |

|                |           |                 |
| Pasqualato 88’ | Marcatori | 54’, 75’ Pasqui |

| Arbitro: | Luca Squintani (Cremona) |

|  |           |                    |
|  | Marcatori | 39’, 54’ Cavallini |

| Arbitro: | Marco Fadda (Cagliari) |

|                          |           |  |
| 37’ Iannella 65’ Fuselli | Marcatori |  |

| Arbitro: | Marco Nonis (Pordenone) |

|               |           |                        |
| Cavallini 65’ | Marcatori | 21’ Perini 60’ Bonetti |

| Arbitro: | Bruno Di Leonardo (Riva Arco) |

|                                       |           |  |
| Paliotti 9’ Girelli 14’ Boni 18’, 43’ | Marcatori |  |

#### Girone di ritorno
| Arbitro: | Marco Pelanda (Treviglio) |

|                        |           |               |
| Sodini 11’ Rosucci 49’ | Marcatori | 45’ Cavallini |

| Arbitro: | Michele Ferrazzano (Bologna) |

|               |           |                        |
| Cavallini 53’ | Marcatori | 80’ Croce 87’ Ferretti |

| Arbitro: | Giovanni Baccini (Conegliano) |

|                                                                |           |  |
| Mauro 4’, 63’ Lippolis 21’ (aut.) Zorri 45’ Brumana 47’ (rig.) | Marcatori |  |

| Arbitro: | Daniele Chiffi (Padova) |

|  |           |             |
|  | Marcatori | 3’ Sabatino |

| Arbitro: | Nicola Zuliani (Biella) |

|                                       |           |  |
| Vinci 35’ Turra 38’ (aut.) Donghi 52’ | Marcatori |  |

| Zelarino 21 marzo 2009 17ª giornata | Venezia 1984                    | 0 – 0 referto | Chiasiellis | Centro sportivo Zelarino (250 spett.)\| Arbitro: \| Garcia Michael Fabbri (Ravenna) \| |
| Arbitro:                            | Garcia Michael Fabbri (Ravenna) |               |             |                                                                                        |

| Arbitro: | Cesare Giulietti (Grosseto) |

|                               |           |                   |
| Barreca 32’ (rig.) Parejo 60’ | Marcatori | 5’, 75’ Cavallini |

| Arbitro: | Lorenzo Gallas (Udine) |

|            |           |  |
| Bortot 80’ | Marcatori |  |

| Zelarino 2 maggio 2009 20ª giornata | Venezia 1984         | 0 – 0 referto | Torres | Stadio comunale\| Arbitro: \| Simone Berni (Forlì) \| |
| Arbitro:                            | Simone Berni (Forlì) |               |        |                                                       |

| Arbitro: | Luca Di Camillo (Fermo) |

|  |           |                                |
|  | Marcatori | 30’ (rig.) Cavallini 70’ Turra |

| Arbitro: | Luca Forte (Mestre) |

|  |           |                                                                            |
|  | Marcatori | 14’ Troiano 25’ Girelli 29’ Toselli 33’ Paliotti 53’ Panico 63’ Gabbiadini |

### Coppa Italia

#### Primo turno
Girone F
| Arbitro: | Marco Nonis (Pordenone) |

|                                          |           |           |
| Degrassi 34’ Maglio 80’ (rig.) Lavia 88’ | Marcatori | 88’ Lotto |

| Arbitro: | Piero Ceccato (Bassano del Grappa) |

|                    |           |                                   |
| Cavallini 24’, 32’ | Marcatori | 18’, 41’ Zorri 48’ (rig.) Brumana |

| Mozzecane 29 settembre 2008, ore 15:00 CEST | Fortitudo Mozzecane | 3 – 0 a tav. | Venezia 1984 |  |

| Zelarino 10 gennaio 2009, ore 14:30 CET | Venezia 1984 | 9 – 1 | Gordige | Stadio comunale |

## Statistiche

### Statistiche di squadra
| Competizione | Punti | In casa | In casa | In casa | In casa | In casa | In casa | In trasferta | In trasferta | In trasferta | In trasferta | In trasferta | In trasferta | Totale | Totale | Totale | Totale | Totale | Totale | DR  |
| Competizione | Punti | G       | V       | N       | P       | Gf      | Gs      | G            | V            | N            | P            | Gf           | Gs           | G      | V      | N      | P      | Gf     | Gs     | DR  |
| ------------ | ----- | ------- | ------- | ------- | ------- | ------- | ------- | ------------ | ------------ | ------------ | ------------ | ------------ | ------------ | ------ | ------ | ------ | ------ | ------ | ------ | --- |
| Serie A      | 17    | 11      | 1       | 3       | 7       | 7       | 20      | 11           | 3            | 2            | 6            | 11           | 22           | 22     | 4      | 5      | 13     | 18     | 42     | -24 |
| Coppa Italia | -     | 2       | 1       | 0       | 1       | 11      | 5       | 2            | 0            | 0            | 2            | 1            | 3            | 4      | 1      | 0      | 3      | 12     | 11     | +1  |
| Totale       | -     | 13      | 2       | 3       | 8       | 18      | 25      | 13           | 3            | 2            | 8            | 12           | 25           | 26     | 5      | 5      | 16     | 30     | 53     | -23 |

### Statistiche delle giocatrici
| Giocatore      | Serie A  | Serie A | Serie A     | Serie A    | Coppa Italia | Coppa Italia | Coppa Italia | Coppa Italia | Totale   | Totale | Totale      | Totale     |
| Giocatore      | Presenze | Reti    | Ammonizioni | Espulsioni | Presenze     | Reti         | Ammonizioni  | Espulsioni   | Presenze | Reti   | Ammonizioni | Espulsioni |
| -------------- | -------- | ------- | ----------- | ---------- | ------------ | ------------ | ------------ | ------------ | -------- | ------ | ----------- | ---------- |
| G. Beneventi   | 7        | 0       | 0           | 1          | ?            | ?            | ?            | ?            | 7+       | 0+     | 0+          | 1+         |
| L. Bortot      | 20       | 1       | 0           | 0          | ?            | ?            | ?            | ?            | 20+      | 1+     | 0+          | 0+         |
| G. Braiato     | 0        | -0      | 0           | 0          | ?            | ?            | ?            | ?            | 0+       | 0+     | 0+          | 0+         |
| S. Capovilla   | 14       | 1       | 1           | 0          | ?            | ?            | ?            | ?            | 14+      | 1+     | 1+          | 0+         |
| C. Carpino     | 6        | 0       | 0           | 0          | ?            | ?            | ?            | ?            | 6+       | 0+     | 0+          | 0+         |
| S. Casarin     | 0        | 0       | 0           | 0          | ?            | ?            | ?            | ?            | 0+       | 0+     | 0+          | 0+         |
| V. Castagna    | 18       | 0       | 1           | 0          | ?            | ?            | ?            | ?            | 18+      | 0+     | 1+          | 0+         |
| R. Cavallini   | 21       | 13      | 1           | 0          | ?            | ?            | ?            | ?            | 21+      | 13+    | 1+          | 0+         |
| F. Chinello    | 19       | 0       | 3           | 0          | ?            | ?            | ?            | ?            | 19+      | 0+     | 3+          | 0+         |
| F. Cian        | 14       | 0       | 3           | 0          | ?            | ?            | ?            | ?            | 14+      | 0+     | 3+          | 0+         |
| L. Laterza     | 20       | 0       | 2           | 0          | ?            | ?            | ?            | ?            | 20+      | 0+     | 2+          | 0+         |
| V. Lippolis    | 18       | 0       | 4           | 0          | ?            | ?            | ?            | ?            | 18+      | 0+     | 4+          | 0+         |
| G. Lotto       | 17       | 0       | 1           | 0          | ?            | ?            | ?            | ?            | 17+      | 0+     | 1+          | 0+         |
| M. Malvestio   | 1        | 0       | 0           | 0          | ?            | ?            | ?            | ?            | 1+       | 0+     | 0+          | 0+         |
| G. Mandruzzato | 0        | 0       | 0           | 0          | ?            | ?            | ?            | ?            | 0+       | 0+     | 0+          | 0+         |
| M. Mason       | 10       | 0       | 0           | 0          | ?            | ?            | ?            | ?            | 10+      | 0+     | 0+          | 0+         |
| S. Mohamed     | 3        | -13     | 0           | 0          | ?            | ?            | ?            | ?            | 3+       | -13+   | 0+          | 0+         |
| C. Pasqualato  | 13       | 1       | 0           | 0          | ?            | ?            | ?            | ?            | 13+      | 1+     | 0+          | 0+         |
| S. Penzo       | 19       | -29     | 0           | 0          | ?            | ?            | ?            | ?            | 19+      | -29+   | 0+          | 0+         |
| G. Piantari    | 0        | 0       | 0           | 0          | ?            | ?            | ?            | ?            | 0+       | 0+     | 0+          | 0+         |
| E. Ranzolin    | 16       | 0       | 2           | 0          | ?            | ?            | ?            | ?            | 16+      | 0+     | 2+          | 0+         |
| I. Tombola     | 18       | 0       | 0           | 0          | ?            | ?            | ?            | ?            | 18+      | 0+     | 0+          | 0+         |
| D. Turra       | 22       | 2       | 3           | 0          | ?            | ?            | ?            | ?            | 22+      | 2+     | 3+          | 0+         |
| E. Viezzer     | 13       | 0       | 0           | 0          | ?            | ?            | ?            | ?            | 13+      | 0+     | 0+          | 0+         |
| E. Zugno       | 13       | 0       | 0           | 0          | ?            | ?            | ?            | ?            | 13+      | 0+     | 0+          | 0+         |